# Cowboys & Englishmen
Cowboys & Englishmen (рус. ковбои и англичане) — шестнадцатый студийный альбом американской кантри-рок-группы Poco, выпущен в феврале 1982 года на MCA Records и стал последним до расторжения контракта с лейблом и перехода на Atlantic Records. Альбом достиг 131 позиции в чарте Billboard 200.

## Об альбоме
В отличие от других альбомов, на Cowboys & Englishmen лишь три из десяти композиций написаны участниками группы. Композиция «Feudin'», написанная Расти Янгом, в 1982 году была номинирована на премию Грэмми за «Лучшее инструментальное исполнение». Кавер-версия песни «Sea of Heartbreak», в оригинале написанной Полом Хэмптоном и Хэлом Дэвидом для кантри-исполнителя Дона Гибсона и выпущенной им в 1961 году, заняла 109 место в чарте Billboard Hot 100 и 35 место в чарте Adult Contemporary.

## Список композиций
1. «Sea of Heartbreak» (Пол Хэмптон, Хэл Дэвид) — 3:44
2. «No Relief in Sight» (Рори Бурк, Юджин Доббинс, Джонни Уилсон) — 3:10
3. «There Goes My Heart» (Пол Коттон) — 3:11
4. «Ashes» (Расти Янг, Джонни Логан) — 2:59
5. «Feudin’» (Янг) — 2:20
6. «Cajun Moon» (Джей Джей Кейл) — 4:00
7. «Ribbon of Darkness» (Гордон Лайтфут) — 3:07
8. «If You Could Read My Mind» (Линн Дадди, Джон Эдвардс) — 3:56
9. «While You’re on Your Way» (Тим Хардин) — 3:44
10. «The Price of Love» (Дон и Фил Эверли) — 3:23

## Участники записи
- Пол Коттон — гитара, вокал
- Расти Янг — стил-гитара, гитара, вокал
- Чарли Харрисон — бас-гитара, вокал
- Стив Чапман — ударные
- Ким Баллард — клавишные, вокал
- Майк Фликер — продюсер
- Дэйв Маркетт — инженер
- Джон Миллс — инженер
- Джордж Осаки — арт-директор
- Истван Баниай — дизайн